# نجوم إف إم
إذاعة نجوم إف إم FM هي أول إذاعة خاصة في مصر وهي تقدم أغاني شبابية وبرامج، بدأت بثها في عام 2003، وهي تبث على تردد 100.6 FM وهي تابعة لـجود نيوز، ويرأس الإذاعة شقيقه عمرو أديب.وقد أدار الإذاعة عدد من الأشخاص منهم أسامة منير والعديد من المذيعين بالإذاعة بالإضافة لأشخاص آخرين، للإذاعة شعبية كبيرة لتخصصها في الأغاني الحديثة والبرامج المسلية.

## برامجها
- معاك في السكة.
- مكبرناش
- الموقف.
- منطقتى
- بنشجع أمهات مصر
- عيش صباحك
- كلام خفيف
- النص الحلو
- ابقى تعالى بالليل
- بصراحة
- لدى أقوال أخرى
- أنا والنجوم وهواك.
- إتفقنا
- في الإستاد

## أشهر المذيعين
- جيهان عبد الله
- آية عبد العاطي
- أحمد مراد
- مروان قدري
- يارا الجندي
- سارة النجار
- إيهاب صالح
- يوسف الحسيني
- إبراهيم عيسى
- أسامة منير
- مريم أمين
- كريم خطاب

## وصلات خارجية
- الموقع الرسمي